# Sabin Carr
Sabin William Carr (Dubuque, 4 de setembro de 1904 – Santa Bárbara, 12 de setembro de 1983) foi um atleta e campeão olímpico norte-americano especializado no salto com vara.
Depois de estabelecer dois novos recordes mundiais para o salto com vara ao ar livre e em pista coberta em 1927, Carr viu seu recorde ao ar livre ser quebrado no início de 1928 pelo compatriota Lee Barnes, campeão olímpico em Paris 1924. Nos Jogos de Amsterdã 1928 teve sua vingança, tornando-se campeão olímpico – 4,20 m, recorde olímpico – deixando Barnes apenas na quinta colocação.